# Gensi (sockenhuvudort i Kina, Jiangsu Sheng, lat 32,25, long 120,01)
Gensi är en sockenhuvudort i Kina. Den ligger i provinsen Jiangsu, i den östra delen av landet, omkring 120 kilometer öster om provinshuvudstaden Nanjing. Antalet invånare är 43 807. Befolkningen består av 22 002 kvinnor och 21 805 män. Barn under 15 år utgör 11,0 %, vuxna 15-64 år 72 %, och äldre över 65 år 16,0 %.
Runt Gensi är det tätbefolkat, med 849 invånare per kvadratkilometer. Närmaste större samhälle är Taixing, 9,4 km söder om Gensi. Trakten runt Gensi består till största delen av jordbruksmark.
Genomsnittlig årsnederbörd är 1 307 millimeter. Den regnigaste månaden är juli, med i genomsnitt 264 mm nederbörd, och den torraste är januari, med 34 mm nederbörd.